# Hintere Gasse 20 (Ellingen)

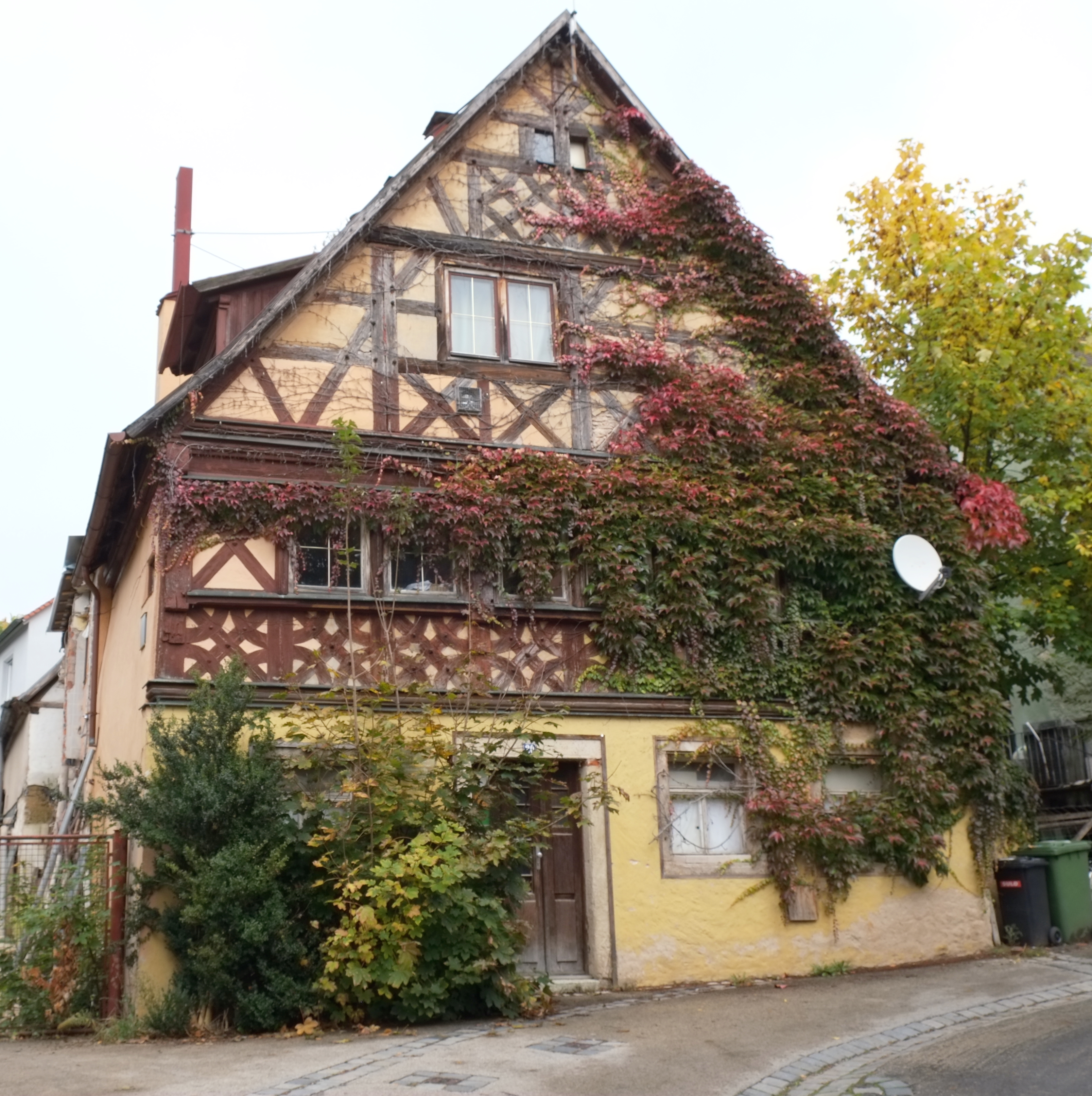
Die Hintere Gasse 20 im Oktober 2013

Das  Bauwerk Hintere Gasse 20 ist ein Ackerbürgerhaus innerhalb der denkmalgeschützten Altstadt von Ellingen im mittelfränkischen Landkreis Weißenburg-Gunzenhausen. Das Gebäude ist unter der Denkmalnummer D-5-77-125-29 als Baudenkmal in die Bayerische Denkmalliste eingetragen.
Das Wohngebäude steht östlich des Schlossparks umgeben von weiteren denkmalgeschützten Gebäuden am nördlichen Ende der Hinteren Gasse kurz vor dessen Einmündung in die Pleinfelder Straße auf einer Höhe von 396 m ü. NHN. Das Bauwerk ist ein zweigeschossiger Satteldachbau aus dem 17. Jahrhundert. Es ist eines der wenigen Fachwerkgebäude in Ellingen, welche die Barockisierung der Altstadt überlebten. Bis heute sind das Obergeschoss und der Giebel mit reichem Fachwerk besetzt. Eine Sanierung des Gebäudes ist ab 2022 in Planung.
Zum Anwesen gehört eine ebenfalls denkmalgeschützte Scheune aus dem 19. Jahrhundert.